# Fred M. Wilcox
Fred M. Wilcox o Fred Wilcox (nascut Fred McLeod Wilcox, Tazewell (Virgínia), 22 de desembre de 1907 - Beverly Hills, Califòrnia, 23 de setembre de 1964) va ser un director de cinema estatunidenc. És el germà de l'actriu Ruth Selwyn (1905-1954), nascuda Ruth Wilcox, esposa del director Edgar Selwyn.
Fred M. Wilcox comença com a ajudant-realitzador el 1929 (Hallelujah! de King Vidor) el 1934, abans de passar a la direcció el 1938 en dos films. Realitza llavors deu llargmetratges entre 1943 i 1960, sent igualment guionista i productor del seu últim.
És sobretot conegut per haver realitzat tres pel·lícules de la sèrie cinematogràfica consagrada a la gossa Lassie (El coratge de Lassie el 1946, amb Elizabeth Taylor i Frank Morgan), així com el clàssic de ciència-ficció Forbidden Planet (1956), amb Leslie Nielsen i Anne Francis.

## Filmografia
Com a ajudant de direcció
(no surt als crèdits)
- 1929: Hallelujah ! de King Vidor
- 1933: Men must fight d'Edgar Selwyn
- 1933: Turn back the Clock d'Edgar Selwyn
- 1933: The Solitaire Man de Jack Conway
- 1934: The Mystery of Mr. X d'Edgar Selwyn i Richard Boleslawski

Com a director
- 1938: Paradise for Three d'Edward Buzzell
- 1938: Joaquin Murrieta, curt, amb Shepperd Strudwick
- 1943: Lassie come Home, amb Roddy McDowall, Donald Crisp, May Whitty, Edmund Gwenn, Elizabeth Taylor
- 1946: El coratge de Lassie (Courage of Lassie), amb Elizabeth Taylor, Frank Morgan, Tom Drake, Selena Royle
- 1948: Lassie a les muntanyes de casa (Hills of Home), amb Donald Crisp, Edmund Gwenn, Tom Drake, Janet Leigh
- 1948: Three Daring Daughters, amb Jeanette MacDonald, José Iturbi, Jane Powell, Edward Arnold
- 1949: The Secret Garden, amb Margaret O'Brien, Herbert Marshall, Dean Stockwell
- 1952: Shadow in the Sky, amb Ralph Meeker, Nancy Davis, James Whitmore, Jean Hagen
- 1953: Code Two amb Ralph Meeker, Elaine Stewart, Sally Forrest, Keenan Wynn
- 1954: Tennessee Champ, amb Shelley Winters, Keenan Wynn, Dewey Martin, Charles Bronson
- 1956: Forbidden Planet, amb Leslie Nielsen, Anne Francis, Walter Pidgeon
- 1960: I passed for White (guionista i productor) amb Sonya Wilde, James Franciscus, Patricia Michon, Isabel Cooley